# T.O.T.S.
 (mars 2022).
Si vous disposez d'ouvrages ou d'articles de référence ou si vous connaissez des sites web de qualité traitant du thème abordé ici, merci de compléter l'article en donnant les références utiles à sa vérifiabilité et en les liant à la section « Notes et références ».
T.O.T.S. (Transport par Oiseaux des Tout-Petits) est une série télévisée d'animation américaine diffusée depuis le 14 juin 2019 sur Disney Junior aux États-Unis. Cette série est destinée pour les enfants de 3 à 6 ans.
En France, elle est diffusée depuis le 16 septembre 2019 sur Disney Junior en France. La saison 2 débute en France le 19 avril 2021. Dans les pays francophones, elle est disponible sur Disney+.

## Synopsis
Pipou le pingouin et Freddy le flamant font leurs débuts chez T.O.T.S, les Transports par Oiseaux des Tout-petits. Leur mission est de livrer d’adorables bébés animaux à leurs parents. Etant la seule équipe de livreurs à ne pas être composée de cigognes, ce duo de choc à plumes sera confronté à plusieurs obstacles dont il tirera plusieurs leçons, tout en faisant preuve de créativité, de bon sens et de persévérance. Ils prouveront ainsi à tous que l’habit ne fait pas le moine; ce ne sont pas les ailes qui comptent mais ce qui cache dessous.

## Fiche technique
- Titre original et français : T.O.T.S.
- Création : Travis Braun
- Scénario : Guy Toubes
- Réalisation : Chris Gilligan
- Musique : Rob Cantor
  - Thème du générique / fin : Bringing This Baby Home / Power Of Two
- Production : Winnie Chaffee
- Sociétés de production : Titmouse, Inc.
- Sociétés de distribution : Disney-ABC Domestic Television
- Pays d'origine :  États-Unis
- Langue originale : Anglais
- Format : Couleur - HDTV 1080i - 16:9 - Stéréo
- Genre : Série d'animation, Aventure
- Nombre de saisons : 3
- Nombre d'épisodes : 75 (150 segments)
- Durée : 22 minutes
- Dates de première diffusion :
  - États-Unis : 14 juin 2019
  - France : 16 septembre 2019

## Distribution

### Voix originales
- Jet Jurgensmeyer : Pipou
- Vanessa Williams : Captaine Beakman
- Parvesh Cheena : Bodhi
- Christian J. Simon : Freddy
- Megan City : KC
- Melanie Minichino : Ava
- Remy Edgerly : Wyatt l' baleine
- Amari Mccoy : Kiki l'chat
- Henri Lubatti : Jean Pierre

### Voix françaises
- Nathan Willems : Pipou
- Achille Dubois : Freddy
- Marie Braam : KC
- Bernadette Mouzon : Capitaine Becman
- Version française :
  - Société de doublage : Dubbing Brothers
  - Direction artistique : Delphine Chauvier
  - Adaptation des dialogues : Virginie Lainé, Patrick Waleffe

## Épisodes
| Saison | Saison | Épisodes | États-Unis     | États-Unis      |
| Saison | Saison | Épisodes | Début          | Fin             |
| ------ | ------ | -------- | -------------- | --------------- |
|        | 1      | 25       | 14 juin 2019   | 10 juillet 2020 |
|        | 2      | 25       | 7 août 2020    | 18 juin 2021    |
|        | 3      | 25       | 9 juillet 2021 | 10 juin 2022    |

### Saison 1 (2019)
| No | #  | Titre français                                              | Titre original                                      | Diffusion originale | Code prod. |
| -- | -- | ----------------------------------------------------------- | --------------------------------------------------- | ------------------- | ---------- |
| 1  | 1  | Un chaton polisson / Une livraison de poids                 | You've Gotta Be Kitten Me / Whale, Hello There      | 14 juin 2019        | 101        |
| 2  | 2  | Un adorable panda / Une odeur problématique                 | Panda Excess / A Stinky Situation                   | 14 juin 2019        | 102        |
| 3  | 3  | La Course au guépard / Journée d'observation                | Cheetah Chase / Training Daze                       | 21 juin 2019        | 103        |
| 4  | 4  | La Garderie des tout-petits / Une affaire de lapins         | Nursery Schooling / Bunny Bonanza                   | 28 juin 2019        | 104        |
| 5  | 5  | Une parfaite petite assistante / Un caméléon coloré         | The Purrfect Little Helper / The Colorful Chameleon | 5 juillet 2019      | 105        |
| 6  | 6  | Avec ou sans rayures / Une livraison qui fait plouf !       | Stripe Out / A Splashy Delivery                     | 12 juillet 2019     | 106        |
| 7  | 7  | Vol de nuit / Pingouin glissant                             | Night Flight / Slippery When Wet                    | 19 juillet 2019     | 107        |
| 8  | 8  | Les dangers du hoquet / La grande course avec le robot      | The Great Robot Race / Hiccup Hazard                | 26 juillet 2019     | 108        |
| 9  | 9  | Retour aux sources / Incidents mécaniques                   | Back to Cool / Baby Breakdown                       | 2 août 2019         | 109        |
| 10 | 10 | Doudou perdu / Creuse toujours                              | Lost Lovey / Diggity Dog                            | 9 août 2019         | 110        |
| 11 | 11 | Le temple du tigre / Un anniversaire fantas-cadeau-tique    | Temple of the Tiger / The Gift-Mazing Birthday      | 16 août 2019        | 111        |
| 12 | 12 | Comme chiens et chats/ Un bébé rebondissant                 | Like Cats and Dogs / The Bouncy Bouncy Baby         | 23 août 2019        | 112        |
| 13 | 13 | Petit lion, grand rugissement / Panique Porc-épic           | For Lion Out Loud / Porcupine Panic                 | 13 septembre 2019   | 113        |
| 14 | 14 | Le livreur craintif / Donne-moi ta patte                    | The Fearful Flier / Lend Me Your Paw                | 27 septembre 2019   | 114        |
| 15 | 15 | Un koala en cuisine / Un nouveau livreur                    | Koala Cuisine / Monkeying Around And Around         | 18 octobre 2019     | 115        |
| 16 | 16 | Un retour de bébé / Un pingouin dans le désert              | Bringing Back Baby / A Penguin In The Desert        | 8 novembre 2019     | 116        |
| 17 | 17 | Le roi du cache-cache / Le grand ménage                     | Out Foxed/ Elephant In The Room                     | 22 novembre 2019    | 117        |
| 18 | 18 | Le bébé Père Noël / La tonte de l'extrême                   | Santa Baby / Shear Madness                          | 6 décembre 2019     | 118        |
| 19 | 19 | Livraison sous surveillance / L'oiseau chanteur             | Rock-A-Bye Birdie / The Fly-Along                   | 3 janvier 2020      | 119        |
| 20 | 20 | L'esprit de la Saint Valentin / Jeu de carapace             | The Valentine Spirit / Shell Games                  | 24 janvier 2020     | 120        |
| 21 | 21 | Le livreur le plus rapide / Meilleurs amis pour la vie      | The Fastest Flier / Best Friends Wherever           | 21 février 2020     | 121        |
| 22 | 22 | La chasse au dernier œuf de Pâques / Le rongeur inarrêtable | The Ultimate Easter Egg Hunt / A Chewy Challenge    | 13 mars 2020        | 122        |
| 23 | 23 | La nuit à la nurserie / Comme un flamant dans l'eau         | Night At The Nursery / Seas The Day                 | 20 mars 2020        | 123        |
| 24 | 24 | Livraison pour un papa / JP, le livreur débutant            | Daddy Delivery / Junior Flier JP                    | 19 juin 2020        | 124        |
| 25 | 25 | Réunion de famille / Le vol du pingouin                     | Bringing This Family Home/ Flight of the Penguin    | 10 juillet 2020     | 125        |

### Saison 2 (2020-2021)
| No | #  | Titre français                                       | Titre original                                  | Diffusion originale | Code prod. |
| -- | -- | ---------------------------------------------------- | ----------------------------------------------- | ------------------- | ---------- |
| 1  | 1  | Problèmes de chiots / Le puissant petit dragon       | Puppy Problems / The Mighty Little Dragon       | 7 août 2020         | 201        |
| 2  | 2  | La fête des mères / Bébés, tous à bord !             | Mommy's Special Day / All Aboard Babies         | 16 avril 2021       | 202        |
| 3  | 3  | Soins en milieu aérien / Le tout petit bébé          | Mid-Air Care / The Itsy Bitsy Baby              | 14 août 2020        | 206        |
| 4  | 4  | Le grand petit bébé / La mission super secrète       | The Big Little Baby / The Super Secret Mission  | 21 août 2020        | —          |
| 5  | 5  | Jeunes pilotes juniors / Bonnes vibrations           | Junior Junior Fliers / Good Vibrations          | 28 août 2020        | —          |
| 6  | 6  | Mission pour la lune / On sourit !                   | Mission to the Moon / Say Cheese                | 11 septembre 2020   | 203        |
| 7  | 7  | Qui apporte les alliances ? / Une boule d'énergie    | The Ring Bear / Bull of Energy                  | 25 septembre 2020   | 208        |
| 8  | 8  | Une livraison effrayante / Sous un même toit         | A Spooky Delivery / Under One Roof              | 2 octobre 2020      | —          |
| 9  | 9  | Bonne nuit les campeurs / Le grand tri               | Far Far From Home / Toy Trouble                 | 6 novembre 2020     | —          |
| 10 | 10 | Totsgiving / Le rêve de Monsieur Pivert              | TOTSGIVING / Woodbird's Wish                    | 13 novembre 2020    | —          |
| 11 | 11 | Le bébé magique / Les doudous en délire              | The Magical Baby / Loveys On The Loose          | 20 novembre 2020    | —          |
| 12 | 12 | Carlin câlin / Une tour de contrôle hors de contrôle | Hug-A-Pip / Out of Control Tower                | 4 décembre 2020     | —          |
| 13 | 13 | Un frère super extra / Le requin souriant            | The Smiley-est Shark / The Super Duper Brother  | 8 janvier 2021      | —          |
| 14 | 14 | —                                                    | Surfin' Birds / Grandpa’s Great Adventure       | 22 janvier 2021     | —          |
| 15 | 15 | —                                                    | Sled Pup / Baby Boogie                          | 12 février 2021     | —          |
| 16 | 16 | —                                                    | Listen to Your Llama / Swimming With Seals      | 19 février 2021     | —          |
| 17 | 17 | —                                                    | —                                               | 26 février 2021     | —          |
| 18 | 18 | —                                                    | Treasure Hunters / Up Up and Oh No              | 5 mars 2021         | —          |
| 19 | 19 | —                                                    | Pajama Party / The Bunny Bunch                  | 12 mars 2021        | —          |
| 20 | 20 | —                                                    | Once Upon a Bedtime / Thunder And Frightening   | 19 mars 2021        | —          |
| 21 | 21 | —                                                    | Early Birds / Prank You Very Much               | 26 mars 2021        | —          |
| 22 | 22 | —                                                    | Zebra Zebra / Snow Place Like Home              | 30 avril 2021       | —          |
| 23 | 23 | —                                                    | Team Cutie Patooties / The Adorable Artist      | 7 mai 2021          | —          |
| 24 | 24 | —                                                    | Home Tree Home / Copy Cat                       | 21 mai 2021         | —          |
| 25 | 25 | —                                                    | Mia Goes to School / Adventures in Tigersitting | 18 juin 2021        | —          |